# جیمی دولیتل
 جیمیز دولیتل (انگلیسی: James "Jimmy" Harold Doolittle؛ ۱۴ دسامبر ۱۸۹۶ – ۲۷ سپتامبر ۱۹۹۳) یک فرد نظامی اهل ایالات متحده آمریکا بود.
دولیتل در سال ۱۹۲۲ از دانشگاه مین با مدرک B.S. فارغ‌التحصیل شد
وی همچنین برنده جوایزی همچون نشان افتخار (آمریکا) شده است.

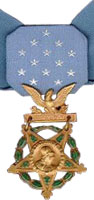